# Svängd
Svängd (originalets titel Queer) är en roman skriven av den amerikanske författaren William S. Burroughs och gavs ut 1985. Den översattes till svenska av Einar Heckscher och kom ut 1988 på Norstedts förlag.

## Handling
Här är William Lee, huvudpersonen i Burroughs självbiografiska debutroman Tjacket, tillbaka i ny skepnad. Han befinner sig i Panama i Mexiko och driver runt i nattlivets dekadens bland rotlösa existenser på drift utan mål och mening. Han är hopplöst olyckligt förälskad i Gene Allerton, den unge mannen som avvisar honom och sårar honom. Lee lider av ett desperat kontaktbehov som förblir otillfredsställt. Han är abstinent efter droger, vilket gör att hans tidigare undanträngda känslor kommer upp till ytan. Lee och Allerton har en kortvarig homosexuell relation och vänskap, men egentligen är Allerton ointresserad. Lees starka känslor för Allerton förblir obesvarade och Lee blir djupt olycklig. Språket är enkelt, okonstlat och opretentiöst, och skildrar även den brutala verkligheten i Mexiko under slutet av 40-talet och början av 50-talet, där ruskiga mordhistorier var ett vanligt förekommande fenomen. 
Svängd skrevs samtidigt med Tjacket (dvs under 50-talet), men manuskriptet till Svängd publicerades inte förrän 1985.